# Les Fosses
Les Fosses település Franciaországban, Deux-Sèvres megyében. Lakosainak száma 426 fő (2022. január 1.). Les Fosses Brûlain, Marigny, Saint-Romans-des-Champs, Secondigné-sur-Belle és Villiers-en-Bois községekkel határos.

## Népesség
A település népességének változása:
| Lakosok száma | 444  | 448  | 455  | 448  | 444  | 439  | 435  | 430  | 426  |
|               | 2013 | 2015 | 2016 | 2017 | 2018 | 2019 | 2020 | 2021 | 2022 |